# Andreas Möller
Andreas Möller (sinh ngày 2 tháng 9 năm 1967 tại Frankfurt, Tây Đức) là cựu cầu thủ bóng đá người Đức, thi đấu ở vị trí tiền vệ tấn công.

## Sự nghiệp cấp câu lạc bộ
Möller từng thi đấu cho Eintracht Frankfurt (1985–87, 1990–92, 2003–04), Borussia Dortmund (1988–90, 1994–2000), Juventus (1992–94), và Schalke 04 (2000–03).
Giai đoạn đầu chơi cho Borussia Dortmund, ông vô địch cúp bóng đá Đức mùa 1988–89. Sau khi chuyển sang Ý chơi cho Juventus, ông vô địch cúp C3 châu Âu (tiền thân của Europa League) năm 1993, sau khi đánh bại câu lạc bộ cũ của ông, Borussia Dortmund với tỷ số 6–1 chung cuộc, trong đó Möller ghi 1 bàn và có 3 pha kiến tạo sau 2 lượt chung kết. Sau khi trở về Dortmund, ông vô địch Champions League năm 1997, một lần nữa ông lại đánh bại đội bóng cũ, Juventus với tỷ số 3–1 tại trận chung kết, trong đó ông kiến tạo 2 bàn thắng; sau đó ông vô địch cúp bóng đá liên lục địa cũng trong năm đó. Với Schalke, ông vô địch cúp bóng đá Đức 2 lần năm 2001 và 2002.

## Sự nghiệp quốc tế
Tại đội tuyển Đức, Möller vô địch World Cup 1990 và Euro 1996. Ông thi đấu 85 trận, ghi 29 bàn cho đội tuyển. Ngoài 2 chức vô địch trên, ông còn tham dự World Cup 1994, 1998, về nhì Euro 1992.

## Phong cách thi đấu
Ông là cầu thủ thi đấu rất sáng tạo, Möller được biết đến với khả năng chuyền bóng, kiến tạo, kỹ thuật và nhãn quan trận đấu, cũng như khả năng sút bóng sống mạnh mẽ bằng cả hai chân. Ngoài ra ông còn được biết đến khả năng ghi bàn và không chiến, vì vậy ông còn có thể thi đấu như một tiền đạo lùi hoặc cầu thủ chạy cánh.

## Thống kê sự nghiệp

### Câu lạc bộ
|                     |                     |                     | Vô địch quốc gia | Vô địch quốc gia | Cúp quốc gia    | Cúp quốc gia    | Cúp liên đoàn | Cúp liên đoàn | Cúp châu lục | Cúp châu lục | Tổng cộng | Tổng cộng |
| Mùa giải            | Câu lạc bộ          | Hạng đấu            | Số trận          | Số bàn           | Số trận         | Số bàn          | Số trận       | Số bàn        | Số trận      | Số bàn       | Số trận   | Số bàn    |
| Đức                 | Đức                 | Đức                 | VĐQG             | VĐQG             | Cúp bóng đá Đức | Cúp bóng đá Đức | Cúp Liên đoàn | Cúp Liên đoàn | Cúp châu Âu  | Cúp châu Âu  | Tỏng cộng | Tỏng cộng |
| ------------------- | ------------------- | ------------------- | ---------------- | ---------------- | --------------- | --------------- | ------------- | ------------- | ------------ | ------------ | --------- | --------- |
| 1985–86             | Eintracht Frankfurt | Bundesliga          | 1                | 0                |                 |                 |               |               |              |              |           |           |
| 1986–87             | Eintracht Frankfurt | Bundesliga          | 22               | 1                |                 |                 |               |               |              |              |           |           |
| 1987–88             | Eintracht Frankfurt | Bundesliga          | 12               | 4                |                 |                 |               |               |              |              |           |           |
| 1987–88             | Borussia Dortmund   | Bundesliga          | 14               | 3                |                 |                 |               |               |              |              |           |           |
| 1988–89             | Borussia Dortmund   | Bundesliga          | 29               | 11               |                 |                 |               |               |              |              |           |           |
| 1989–90             | Borussia Dortmund   | Bundesliga          | 32               | 10               |                 |                 |               |               |              |              |           |           |
| 1990–91             | Eintracht Frankfurt | Bundesliga          | 32               | 16               |                 |                 |               |               |              |              |           |           |
| 1991–92             | Eintracht Frankfurt | Bundesliga          | 37               | 12               |                 |                 |               |               |              |              |           |           |
| Ý                   | Ý                   | Ý                   | VĐQG             | VĐQG             | Cúp bóng đá Ý   | Cúp bóng đá Ý   | Cúp liên đoàn | Cúp liên đoàn | Cúp châu Âu  | Cúp châu Âu  | Tổng cộng | Tổng cộng |
| 1992–93             | Juventus            | Serie A             | 26               | 10               |                 |                 |               |               |              |              |           |           |
| 1993–94             | Juventus            | Serie A             | 30               | 9                |                 |                 |               |               |              |              |           |           |
| Đức                 | Đức                 | Đức                 | VĐQG             | VĐQG             | Cúp bóng đá Đức | Cúp bóng đá Đức | Cúp Liên đoàn | Cúp Liên đoàn | Cúp châu Âu  | Cúp châu Âu  | Tỏng cộng | Tỏng cộng |
| 1994–95             | Borussia Dortmund   | Bundesliga          | 30               | 14               |                 |                 |               |               |              |              |           |           |
| 1995–96             | Borussia Dortmund   | Bundesliga          | 23               | 8                |                 |                 |               |               |              |              |           |           |
| 1996–97             | Borussia Dortmund   | Bundesliga          | 26               | 5                |                 |                 |               |               |              |              |           |           |
| 1997–98             | Borussia Dortmund   | Bundesliga          | 26               | 10               |                 |                 |               |               |              |              |           |           |
| 1998–99             | Borussia Dortmund   | Bundesliga          | 30               | 7                |                 |                 |               |               |              |              |           |           |
| 1999–00             | Borussia Dortmund   | Bundesliga          | 18               | 3                |                 |                 |               |               |              |              |           |           |
| 2000–01             | Schalke             | Bundesliga          | 32               | 1                |                 |                 |               |               |              |              |           |           |
| 2001–02             | Schalke             | Bundesliga          | 32               | 4                |                 |                 |               |               |              |              |           |           |
| 2002–03             | Schalke             | Bundesliga          | 22               | 1                |                 |                 |               |               |              |              |           |           |
| 2003–04             | Eintracht Frankfurt | Bundesliga          | 11               | 0                |                 |                 |               |               |              |              |           |           |
| Quốc gia            | Đức                 | Đức                 | 429              | 110              |                 |                 |               |               |              |              |           |           |
| Quốc gia            | Ý                   | Ý                   | 56               | 19               |                 |                 |               |               |              |              |           |           |
| Tổng cộng sự nghiệp | Tổng cộng sự nghiệp | Tổng cộng sự nghiệp | 485              | 129              |                 |                 |               |               |              |              |           |           |

### Quốc tế
| Đức       | Đức     | Đức    |
| Năm       | Số trận | Số bàn |
| --------- | ------- | ------ |
| 1988      | 1       | 0      |
| 1989      | 6       | 2      |
| 1990      | 7       | 1      |
| 1991      | 5       | 1      |
| 1992      | 7       | 1      |
| 1993      | 10      | 7      |
| 1994      | 12      | 2      |
| 1995      | 9       | 5      |
| 1996      | 12      | 6      |
| 1997      | 4       | 0      |
| 1998      | 10      | 4      |
| 1999      | 2       | 0      |
| Tổng cộng | 85      | 29     |

## Giải thưởng

### Câu lạc bộ
Borussia Dortmund
- Cúp bóng đá Đức: 1988–89
- Bundesliga: 1994–95, 1995–96
- Siêu cúp bóng đá Đức: 1995, 1996
- UEFA Champions League: 1996–97
- Cúp bóng đá liên lục địa: 1997

Juventus
- Cúp C3 châu Âu: 1992–93

Schalke 04
- Cúp bóng đá Đức: 2000–01, 2001–02

### Quốc tế
Đức
- FIFA World Cup: 1990
- US Cup: 1993
- Giải vô địch bóng đá châu Âu: 1996

### Cá nhân
- kicker Bundesliga Đội hình tiêu biểu của mùa giải: 1988–89, 1989–90, 1990–91, 1991–92, 1995–96, 2000–01[5][6][7][8][9][10]
- Bundesliga cầu thủ kiến tạo hàng đầu: 1989–90, 1995–96[11][12]
- Bàn thắng của năm (Đức): 1991[13]
- Bundesliga Kicker - Tiền vệ của năm: 1990, 1991
- Cúp bóng đá liên lục địa - Cầu thủ xuất sắc nhất trận: 1997[14]